# Eulaira
Eulaira Chamberlin & Ivie, 1933 è un genere di ragni appartenente alla famiglia Linyphiidae.

## Distribuzione
Le 14 specie oggi attribuite a questo genere sono state reperite nell'America settentrionale: ben 13 specie sono in territorio statunitense, la E. hidalgoana è un endemismo del Messico.

## Tassonomia
A dicembre 2011, si compone di 14 specie e 1 sottospecie:
- Eulaira altura Chamberlin & Ivie, 1945 — USA
- Eulaira arctoa Holm, 1960 — Alaska
- Eulaira chelata Chamberlin & Ivie, 1939 — USA
- Eulaira dela Chamberlin & Ivie, 1933[3] — USA
- Eulaira delana Chamberlin & Ivie, 1939 — USA
- Eulaira hidalgoana Gertsch & Davis, 1937 — Messico
- Eulaira kaiba Chamberlin, 1948 — USA
- Eulaira mana Chamberlin & Ivie, 1935 — USA
- Eulaira obscura Chamberlin & Ivie, 1945 — USA
- Eulaira schediana Chamberlin & Ivie, 1933 — USA
  - Eulaira schediana nigrescens Chamberlin & Ivie, 1945 — USA
- Eulaira simplex (Chamberlin, 1919) — USA
- Eulaira suspecta Gertsch & Mulaik, 1936 — USA
- Eulaira thumbia Chamberlin & Ivie, 1945 — USA
- Eulaira wioma Chamberlin, 1948 — USA

### Specie trasferite
- Eulaira concava (Emerton, 1882); trasferita al genere Aphileta Hull, 1920[1].
- Eulaira microtarsa (Emerton, 1882); trasferita al genere Aphileta Hull, 1920.
- Eulaira quaestio Chamberlin, 1949; trasferita al genere Wabasso Millidge, 1984.
- Eulaira tigana Chamberlin & Ivie, 1933; trasferita al genere Diplocentria Hull, 1911.

### Nomen nudum
- Eulaira selma Chamberlin, 1949; l'esemplare femminile descritto da Chamberlin non è stato ritrovato; al momento, questa nomenclatura è da considerarsi nomen nudum[1].